# Mount Wilson (Colorado)
Mount Wilson je druhá nejvyšší hora pohoří San Juan Mountains.
Leží na jihozápadě Colorada, v Dolores County. Je součástí Jižních Skalnatých hor. Mount Wilson je čtrnáctou nejvyšší horou Skalnatých hor a dvacátou devátou nejvyšší horou Spojených států.

## Geografie a geologie
Hora má další dva vrcholy - Mount Wilson-South Peak (4 301 m) a Mount Wilson-West Peak (4 298 m). V blízkosti hlavního vrcholu se nachází čtyři menší ledovce. Jsou tak nejjižněji položenými ledovci Skalnatých hor. Mount Wilson je tvořený třetihorními magmatickými intruzivními horninami.